# Mistr Misálu Jana ze Středy
Mistr Misálu Jana za Středy byl anonymní iluminátor, který tvořil pro biskupa Jana ze Středy. Označení získal podle Misálu Jana ze Středy, který kolem roku 1364 iluminoval.
Jan ze Středy se významně podílel na vývoji kultury v českých zemích. Byl po jednadvacet let (1353-74) byl kancléřem císaře Karla IV. Od roku 1353 byl litomyšlským biskupem a poté od roku 1364 biskupem olomouckým. Byl také humanistou a milovníkem umění. Jako kancléř se musel zdržovat v bezprostřední blízkosti Karla IV. v Praze i na cestách. Roku 1354 navštívil Itálii a tam se seznámil s italským uměním. Zážitky z této cesty v něm vzbudily touhu po umění, které by se vyrovnalo italskému. Po návratu se mu podařilo získat pro jeho skriptoria některé vynikající iluminátory školené v Itálii. Jimi si nechával iluminovat liturgické knihy.
Nejvýznamnějším z kancléřových iluminátorů byl anonym, nazývaný Mistr Liber Viaticu Jana ze Středy. Ten v letech 1355-60 vyzdobil Cestovní brevíř, jinak také nazývaný Liber viaticus. Objevuje se v něm mnoho figurálních iniciál a nové hieratické obrazy. Mistr viatiku převzal nejeden prvek z domácí deskové malby vrstvy vyšebrodského cyklu. Domácí tradici mistr obohatil svou znalostí italského, hlavně sienského malířství. Italský vliv dokazuje prostorová výstavba jeho miniatur, dramatická hybnost, plastické pojetí tvarů i barevná škála jasných tónů.

Následovníkem Mistra Viaticu byl Mistr Misálu Jana ze Středy. Misál Jana ze Středy je psán latinsky. Obsahuje text Missale romanum pro pražskou diecézi a texty o sv. Jeronýmovi (od Petrarcy a Giovanniho Andree). Iluminace jsou namalované temperou na pergamenu a zdobeny plátkovým zlatem. Nachází se zde 11 velkých figurálních a historizujících iniciál. Misál vlastní Pražská knihovna Metropolitní kapituly u sv. Víta.
Mistr Misálu Jana ze Středy byl ovlivněn svým učitelem a také Viatikem. Několik iniciál z Viatiku převzal. Jeho vlastní, velmi osobitě pojatou iniciálou je však iniciála A se zvěstováním. Je pojata jako dvorská ceremoniální scéna, na níž anděl přináší poselství Paně Marii v zapečetěném listě. Pod nimi v levé části dříku, je vyobrazen klečící donátor Jan ze Středy s biskupskými insigniemi. Další zajímavé iniciály nacházející se v Misálu jsou např. iniciála zobrazující smrtí Panny Marie, iniciála s trůnící Annou Samatřetí nebo iniciála B s vyobrazením archanděla Michaela bojujícího s drakem. V Misálu je také patrno prolnutí císařské ikonografie se symbolikou univerzální vlády boží, což může dokázat iniciála Trůnící Kristus v císařském ornátu.
Ve srovnání s Viatikem je dobře patrný úbytek italských rysů. Italské umění znal Mistr misálu zřejmě pouze prostřednictvím svého učitele. Z iniciál zmizely větší obrazové architektury, jeviště scén je zpravidla mělké, uzavřené barevným pozadím. Je také patrný úbytek tektonických prvků. V ornamentální výzdobě se malíř vrací k archaickým pletencům, jeho rozviliny jsou ukončené různými fantazijními květy. Figury jsou oproti Viatiku méně hmotné a stylizovanější.
Malíř se na rozdíl od svého učitele příliš nezajímal o prostorovou výstavbu obrazu a plastické pojetí figur. Vynikal však citem pro detail, jemné barevné i rukopisné provedení a dekorativní působivost celku. Také měl smysl pro měkkou malířskou modelaci vnitřním světlem. Měl vlastnosti typického iluminátora. V tomto směru jistě zapůsobil na další vývoj naší knižní malby.

Mistr misálu Jana ze Středy se rovněž podílel na výzdobě Orationale Arnesti (soukromá modlitební kniha pražského arcibiskupa Arnošta z Pardubic); Evangeliáře rakouských vévodů, a Evangeliáře Jana z Opavy (Jan z Opavy byl iluminátor, který také prošel dílnou Mistra Liber Viaticu).